# En ode til grisen
En ode til grisen er en dansk eksperimentalfilm fra 1994 instrueret af Pernelle Maegaard.

## Handling
Dokumentation af griseinstallationen. Et kort program til at beskrive hvordan installationen fungerer.